# 帝國大樓
帝國大樓（Empire Building）是美國紐約市的一座辦公樓，也是早期摩天大廈之一，位於百老匯71號。這座建築的設計者是Kimball & Thompson，外觀是古典主義復興風格，修建於1897年至1898年。